# Манастир Хиландар
Хиландар (грч. Μονή Χιλανδαρίου) или Хилендар, такође и Хеландар, српски је православни мушки манастир државе православних монаха која постоји више од хиљаду година. Манастир је саграђен на иницијативу Светог Саве, који је постао монах на планини Атос 1191. године. Налази се у северном делу Свете горе (грч. Άγιο Όρος), на полуострву Халкидики односно трећем краку полуострва Халкидики — Атосу (грч. Аτоς), у северној Грчкој. Манастир је удаљен 2,5 km од Егејског мора.
Хиландар је у хијерархији Свете горе на 4. месту по значају. Посматран споља, манастир има изглед средњовековног утврђења, с обзиром да је утврђен бедемима који су високи и до 30 m. Спољни зидови су у просеку дугачки 140 m и окружују површину која је широка око 75 m. Манастир је овако утврђен пошто је у прошлости, као и остала утврђена монашка насеља на Светој гори, морао да се брани од гусара. Неки сматрају Хиландар једним од првих универзитета, у претходничкој форми, а конкретно првим српским универзитетом. Садашњи игуман манастира Хиландар је Методије Марковић.
Манастир Хиландар је изградио грчки монах-светогорац, Георгије Хиландарио. Обновили су га Стефан Немања (у монаштву Симеон) и његов син Сава 1198. године, а у манастиру је 1199. године умро Стефан Немања. Краљ Стефан Урош I je 1262. године значајно утврдио манастир. Хиландар је нарочито помогао краљ Милутин, који је око 1320. године на месту старе подигао нову Цркву Ваведења Богородице. У време краља и цара Душана Света гора је дошла под његову власт, а то је период највећег просперитета манастира. У вековима турске владавине, Хиландар су помагали руски цареви и молдавски кнежеви у 16. веку, а српски патријарси из Пећи у 17. веку. Почетком 19. века створена је прва нововековна српска држава, па је настављена богата традиција хиландарско-српских односа. У новијој историји манастир је значајно страдао 2004. године у катастрофалном пожару, после чега је уследила обнова оштећених грађевина.
Хиландар представља једно од најзначајнијих средишта српске културе и духовности. Кроз векове, релативно заштићен од напада и пљачкања, у сигурности Свете горе Атонске и њене аутономије, био је поштеђен судбине која је задесила скоро све друге српске манастире. У Хиландару је очувана најбогатија колекција оригиналних старих рукописа, икона и фресака, тако да он у данашње време представља најзначајнију ризницу српске средњовековне културе уопште. Манастир се од 1988. године, заједно са осталих 19 светогорских манастира, налази на Унесковој листи светске баштине у склопу споменика средњег века обједињених под заштићеном целином планине Атос.
Ради успостављања сталног лекарског надзора манастирске породице као и поклоника, крајем 2015. године основано је Хиландарско лекарско друштво.

## Етимологија
Етимолошко значење именице Хиландар вероватно је изведено из грчке речи хеландион (грч. χελάνδιον), која означава тип византијског транспортног брода, чији се капетан зове хеландарис (грч. χελάνδάρης).

## Положај
Хиландар је први манастир на који се наилази када се са копна, из Македоније, иде на Свету гору. Смештен је у шумовитој удолини крај Хиландарског потока који никада није пресушивао. Са три стране окружен је шумом, док је са северне отворенији и удолином повезан са морем. Побрежје је обрасло разноврсном ситном и крупном шумом, а посебно се истичу чемпреси како око самог манастира тако и у долини која га повезује са морем. У близини се простиру виногради, маслињаци као и насади лимуна и поморанџи.

## Историја

### 12. век— оснивање
Манастир Хиландар је изградио грчки монах светогорац, Георгије Хиландарио (грч. Γεώργιο Χιλανδάριο) или Хеландариос (грч. Χελανδάριοс). Хиландар су обновили Стефан Немања (у монаштву Симеон) и његов син Свети Сава 1198. године. Те године је византијски цар Алексије III Анђел (1195—1203) Симеону и Сави издао запечаћену златну булу (Хрисовуља Алексија III) којом се манастир Хеландарис и светилиште у Милејама дарују како би могли „служити за примање људи од српског народа, што се одају монашком животу, баш као год што и манастири иберијски и амалфијски постоје на тој Гори, ослобођени од сваке власти па и од саме власти прота те Горе”. Цар је пристао да то учини, пошто су биле испуњене и очуване форме, и пошто је молба имала пристанак целог светогорског братства. Манастир је изграђен на рушевинама ранијег византијског манастира Хеландариона, који је основан почетком 11. века. Делови тог најстаријег Хиландара постоје и данас на југозападној страни манастира; то су пирг Светог Ђорђа и спољни одбрамбени зид према југу и према западу уз који су изнутра призидани конаци и трпезарија. У периоду од 1198. до 1200. године Симеон и Сава су подигли Цркву Ваведења Богородице (која данас не постоји), пирг Светог Саве, Камбански пирг звонара и келију Светог Симеона. Симеон и Сава су за обнову манастира имали финансијску подршку од великог жупана Стефана Немањића. Када су грађевине биле готове, средином 1199. године, Немања је као ктитор издао повељу. Ову оснивачку повељу је написао Сава, а за њу је Немања добио пристанак од великог жупана Стефана. Повеља је у оригиналу била сачувана све до Другог светског рата, када је страдала 6. априла 1941. године у бомбардовању Народне библиотеке у Београду. По неким изворима повељи се траг губи током Првог светског рата када је опљачкана.
По завршетку изградње, Симеон се преселио у Хиландар са приличним бројем калуђера. Хиландару је додељено и неколико села у околини Призрена, односно Великохочки метох. У међувремену, Сава је поново од византијског цара издејствовао нову повељу, у којој цар у потпуности изједначава Хиландар са осталим манастирима на Светој гори и даје му један метох, давно разрушени манастир Зиг (Иваница) у унутрашњости полуострва Халкидики.
Монах Симеон је након осам месеци боравка у Хиландару, умро 13. фебруара 1199. године, а његови земни остаци су били једно време сахрањени у Цркви Ваведења Богородице која више не постоји. Према предању из гроба Светог Симеона потиче „чудесна лоза” која увек даје плод. Након очеве смрти, Сава се 1200. године преселио у Кареју, где је подигао испосницу. Тамо је најпре написао Карејски типик 1200. године и то је данас најстарији документ који се чува у ризници Хиландара. Сава је 1200. године написао Хиландарски типик, којим су одређене норме калуђерског живота у манастиру, као и организација манастирске управе. Типик је написан по угледу на пролог типика константинопољског манастира Богородице Благодатељице.

### XIIIи14. век
Почетком 13. века, Света гора је фактички била под влашћу крсташа који су 1204. године освојили Цариград, а појавили су се и бројни пљачкаши који су били велика опасност за све манастире. Услед тога, Св. Сава је 1208. године напустио Свету гору и пренео мошти свог оца из Хиландара у Србију. Са свог последњег путовања пред смрт, Сава је из Палестине (из Манастира Светог Саве Освећеног) донео најстарију и најпознатију хиландарску икону — Богородицу тројеручицу. У таквим околностима краљ Стефан Урош I je 1262. године изнад манастира подигао велики пирг — кулу Преображења, да би што боље заштитио манастир. У то време су значајно расли манастирски поседи, а краљеви Драгутин и Милутин су знатно проширили манастирске поседе у самој Србији.
Почетком 14. века, велика опасност за све манастире на Светој гори су били Алмогавери (Каталонски најамници), које је византијски цар Андроник II узео у службу против малоазијских Турака. Када су остали без плате, најамници су цару објавили рат. Учврстили су се у близини Солуна и нападали Свету гору. Захваљујући јаким утврђењима и пожртвованошћу тадашњег заменика игумана Данила, Хиландар је био сачуван од пропасти.
Хиландар је нарочито помогао краљ Милутин, који је око 1320. године на месту старе подигао нову Цркву Ваведења Богородице, која и данас служи као саборна црква. У његово време манастир је проширен према северу, а тада су подигнути спољни зидови у подруму Великог конака из 1821. године и спољни зид поред Белог конака из 1598. године. На месту данашњег улаза изградио је улаз са пиргом и параклисом Светог Николе који је срушио земљотрес у другој половини 16. века, а око 1320. године је изградио и данашњу трпезарију. Краљ је у исто време подизао и нове пиргове — куле. „Милутинов пирг” се налази на путу од Хиландара ка мору, а „Хрусија” је подигнута на обали мора. Главни храм је живописан 1321. године, а у исто време су осликане и трпезарија и гробљанска црква. У то време, српски монаси у Хиландару бивали су све бројнији и осетно су се развијали, а византијски цар Андроник II манастиру је доделио поседе у данашњој Грчкој.
У време краља и цара Стефана Душан, Света гора је дошла под његову власт, а то је период највећег просперитета манастира. Цар је значајно помагао манастир и доделио му многобројне поседе у Србији, данашњој Македонији и Грчкој. У то време поседи Хиландара су захватали петину територије Свете горе. Поред владара, манастир је значајно помагала и српска властела (севастократор Влатко Паскачић, велики војвода Никола Стањевић, деспот Дејан). Душан се 1347. године склонио у Хиландар од куге која је беснела на читавом Балкану, a том приликом је направио изузетак и са собом повео царицу Јелену, што је било грубо нарушавање строго поштоване традиције о забрани доласка жена на Свету гору. Као успомена на долазак српског цара на Свету гору данас постоји крст који означава место на коме су хиландарски монаси сачекали цара и за успомену засадили „царску маслину”. Око 1350. године подигнута је Црква Св. Арханђела, а проширена је и манастирска болница; такође, царица Јелена је постала ктиторка Карејске келије Св. Саве, која је припала Хиландару.
Већ тада су Света гора и Хиландар имали велики углед у Србији, а 1354. године хиландарски заменик игумана Сава бива изабран за српског патријарха. Након смрти цара Душана, крајем 1355. године, манастир се и даље развијао. У то време су манастир поред цара Стефана Уроша помагали и српски властелини. Кнез Лазар Хребељановић је ктитор спољне припрате која је изграђена око 1380. године уз западну страну Цркве Ваведења Богородице. Крајем XIV века, Хиландар је послужио као уточиште члановима последњих српских владарских и властелинских породица.

### Период одXVдо18. века
Скендербегов отац Иван I Кастриот је даровао манастиру Хиландару селa Ростушу и Требиште.. Османлије су околину полуострва Атос дефинитивно запосели 1430. године, када је завладало насиље и безакоње. Због тога је одређен број монаха напустио Хиландар и вратио се у Србију. Стање се донекле поправило тек након „указа” (тур. ferman) султана Мехмеда II из 1457. године, којим су враћене старе слободе и права светогорским манастирима. Након пада Српске деспотовине године 1459, нестао је значајни покровитељ манастира, а помоћ се тражила на другој страни. Жена угарског титуларног српског деспота, Ангелина Бранковић, почетком 1503. године упутила је прву молбу руском великом кнезу Василију Ивановичу да заштити Хиландар. Заменик игумана Пајсије је са три пратиоца 1550. године посетио Москву и од Ивана IV Грозног тражио помоћ и протекцију на истанбулској Порти. Руски цар је интервенисао код султана, тражећи права за манастир. Осим тога, 1556. године је сакупио значајну помоћ и послао вредне поклоне. И наредни руски цареви су се старали о Хиландару. Цар Фјодор Иванович је 1591. године издао златну булу, на захтев заменика игумана Георгија, којом се омогућило право сакупљања донација манастиру и обавеза помагања руског манастира Русикон на Светој гори. Руски цареви ће и кроз цео 17. век потврђивати ова права „граматама” (грч. γράμματα).
У 17. веку Хиландар су помагали пећки патријарси (Антоније, Јован, Максим), херцеговачки митрополит Симеон и београдски митрополит Симеон. За време управе игумана Виктора (1652—1678) обновљено је више грађевина манастирског комплекса, а ту је значајну улогу имао и богати српски трговац из Венеције који је као монах Никанор дошао 1662. године. У ово време српски манастир је имао највећи број монаха од свих светогорских манастира. Након Великог рата настаје тежак период за српско становништво и велика сеоба у Хабзбуршку монархију почетком 1690. године. Након тога, грчко свештенство у српским земљама ( Фанариоти) постаје све бројније. Из овог разлога је и у Хиландару током 18. века константно опадао број српских а растао број грчких и бугарских монаха. Већ крајем XVIII и почетком 19. века, манастир се још само формално називао српским, иако је већина монаха била грчка и бугарска. Када је 1890. године посетио Хиландар, српски конзул у Солуну Коста Христић видео је у вековној српској Великој лаври међу толиким калуђерима Бугарима, само једног јединцатог Србина, запуштеног и забринутог монаха Висариона.
Хиландарски монаси су у 18. веку успоставили живе везе са Карловачком митрополијом и српским црквеним општинама у јужној Угарској и у Босни. Бугари су значајно допринели очувању духовног живота у манастиру, посебно прилозима после великих пожара 1722. и 1776. године. У Хиландару је бугарски монах Пајсије Хиландарац написао Историја словенобугарске (1760–1762). У манастир је 1765. године дошао и српски просветитељ Доситеј Обрадовић (1742—1811) који је оставио сведочанство о спору Срба и Бугара око управе над манастиром. 1756. године, Сава Петровић Његош је молио Русе да заштите Хиландар од покушаја Грка да га преотму од Срба. Од краја XVIII века манастиром престаје да управља игуман; од тада се игуманом манастира сматра чудотворна икона Богородице Тројеручице. Игуман почиње да се поново бира тек од 1991. године.

### Период од19. векаи савремена историја
Почетком 19. века створена је прва нововековна српска држава. То је утицало да поново почне да расте број српског свештенства у Хиландару. Братство манастира је 1820. године затражило од кнеза Милоша Обреновића да буде његов покровитељ и заштитник. Млада српска држава је показала интерес за манастир и помагала га у складу са могућностима. Највећу заслугу за новоуспостављене српско-хиландарске везе имао је архимандрит Онуфрије Поповић, који је и први успоставио контакт са кнезом Милошем. Братство манастира је у том периоду често помагало ослободилачку борбу грчког народа, што је проузроковало одмазду турског Гарнизона који је због тога био стациониран у манастиру неколико година.
Другу половину XIX века је обележио сукоб са бугарским свештенством око управе над манастиром. Кнежевина је материјално помагала манастир, нарочито у периоду велике материјалне кризе проузроковане дугогодишњим спором око манастирских граница. После 1860. године, београдски митрополит Михаило је успео да донекле изглади односе са бугарским свештенством на Светој гори, нарочито после Берлинског конгреса из 1878. године. Спор око управе над манастиром је коначно решен након посете краља Александра Обреновића Хиландару, 1896. године. Краљ је "благоволео обдарити царску Задужбину са 15.000 динара у злату." На челу манастира налазио се у то време архимандрит Василије, који је тада одликован од стране српског владара. У то време и познати чешки монах Сава Хиландарац добио је Орден Светог Саве за уређење манастирске библиотеке. Србија је тако платила манастирске дугове и монаси су поново могли да долазе из Србије и других српских крајева. Године 1900. епископ шабачки Димитрије (који је пре тога био у пратњи краља Александра) вратио се на Свету Гору. Донео је са собом скупоцени црквени барјак који је манастиру послао краљ. Сам владика је донео и своју знатну уштеђевину који је завештао манастиру, и одлучио да ту проведе свој живот до краја.
Почетком 20. века манастир је поново имао већину српских монаха. Хиландар је у пратњи премијера Николе Пашића посетио и краљ Петар I Карађорђевић. Краљ Петар је дошао у Хиландар 1910. године, враћајући се из Русије. Донео је тада манастиру вредне поклоне: игумански златни крст, престони велики крст, богослужбене одежде и 10.000 динара "у злату" за набавку трпезарије за општежитије. Архимандритски крст и трпезарија чекали су 22 године да буду употребљени. Наиме, до 26. марта 1933. године у Хиландару је био на снази "идиоритамски поредак" иначе супротан Типику Св. Саве. По том систему је манастиром управљао Одбор стараца са два епитропа, који су били "извршни орган". У таквој, подвојеној заједници сваки монах је живео "сам за себе" и "економисао" за свој рачун; манастир је био у тешкој материјалној ситуацији. Тај монашки поредак је завладао у Хиландару 1883. године, под неразјашњеним околностима. То се десило иако је по Савином типику прелазак на "идиоритмију" пратило тешко проклетство бачено на оне који то ураде. Одбачен је вишевековни изворни "општежитељни поредак" који је установио Св. Сава, а по којем манастиром управља игуман (са великим овлашћењима), а имовина свих калуђера је заједничка и круна такве сложне заједнице је трпезарија, у којој се сабирају браћа монаси. И поред све воље почетком 20. века тешко се прешло на древни поредак. Препрека је била и у виду новог Светогорског Устава из 1926. године, по којем је другачије замишљен општежитељни живот монаха. Разликовао се он овде од оног Савиног, и тада (1933) иако су Хиландарци изгласали повратак у општежиће, зависило је све од Грка. У ствари био је то у неку руку неканонски поступак, чије је прихваћање сада било у надлежности Свештене општине у Кареји и Цариградске патријаршије и њихових одлука. На мартовском скупу у Хиландару 1933. године, у присуству конзула Аџемовића, владика Николај је рукоположио новоизабраног игумана Рафаила, у чин архимандрита. Стављањем златног игуманског крста на груди новог игумана, прешло се формално али са радошћу у нови калуђерски поредак.
У данашње време, од некадашњих великих поседа Хиландару су остала само три метоха изван Свете горе (Кумица, Каково и Каламарија). Манастир се налази под јурисдикцијом Васељенске патријаршије (седиште: Саборна црква Светог Георгија, Истанбул), а старањем манастирског братства српске и грчке државе добро се чува одржава и обнавља. Игумани манастира су били Пајсије Танасијевић (1989—1992) и Мојсије Жарковић (1992—2010), а тренутни је Методије Марковић (од 2010).

#### Пожар 2004. и обнова
У ноћи између 3. и 4. марта 2004. године у манастиру је избио пожар који је убрзо попримио катастрофалне размере. Према званичној верзији, пожар је изазван тако што се померио и запалио оџак који је поткопао поток. Том приликом је изгорело више од половине корисне површине манастирских здања, 5.897 m² од укупно 10.500 m². Изгорео је Велики конак из 1814. године, Бели конак из 1598. године, Стари конак из XIV—XIX века, конаци Игуменарија из XVII—XIX века, Дохија из XVII века, Синодик из XIX века, гостопримница те улазни комплекс. Страдала су и четири хиландарска параклиса, као и аутентичне монашке келије са краја XVI века. Пожар је са једне стране стигао до трпезарије краља Милутина, а на другој страни је заустављен уз зидине пирга свеца Саве.
Обнова
Братство манастира је са радницима и пет ватрогасних екипа из оближње Кареје и Полигироса успело да угаси пожар. Обнова оштећених делова је започета одмах након пожара, а било је планирано да се сви послови заврше до краја 2011. године. Ипак, обнова није била ни приближно толико ефикасна колико се на почетку мислило, пре свега зато што је било неопходно да се реновирају и поједини делови који нису директно страдали у пожару. Главни архитекта обнове Хиландара је проф. др Мирко Ковачевић.
Братство манастира је уз помоћ донатора до 2020. године успело да обнови више од 80% изгорелог дела светиње Хиландара. Највећу помоћ у обнови Хиландар је имао од Владе Србије и Српске православне цркве, као и донација грађана Србије, Српске, Грчке, Русије и дијаспоре.

## Поседи, цркве, параклиси, келије и метоси
У прошлости, по оснивању манастира, у области Метохије Хиландар је имао 72 насеља и 3 влашка катуна, а 24 у области Косова, па је хиландарски манастирски феудални посед био највећи од свих других у средњовековној Србији. У Москви је манастир имао од старих времена једну кућу за издавање, са приходом, али коју је руска држава за време цара Петра Великог, узела без накнаде себи. Архимандрит је измолио средином 19. века да руски цар Никола, обећа да ће уместо те некретнине давати 2000 сребрних рубаља годишње манастиру.
Данас, Хиландарски манастир је један од најбогатијих манастира, са преко 13 цркава и параклиса, већим бројем келија и више метоха у Грчкој, Србији и другде. Манастир поседује манастирску економију, обрадиву земљу, маслињаке, винограде, шуму, помоћне објекте и друге грађевине.

### Цркве и параклиси
Поред главне цркве која се налази у дворишту, манастир Хиландар обухвата још око 15 цркава, параклиса или капела. У самом манастиру има их 12, и налазе се у поткровљима пиргова и конака. За неке цркве се зна њихов ктитор, а на основу иконописа може се приближно одредити време њиховог настанка. Већина цркава је добро очувана, сем оних које су пострадале у пожару 2004. године, неке су делимично очуване, а некима се потпуно губи траг — остале су само у писаним изворима.

### Келије
Хиландар поседује укупно око 40 келија и већина је активна. 15 келија се налази у Хиландарској долини, 10 келија у самој Кареји, те око 15 келија у области Великог Зига. Поред овог броја келија, Хиландар поседује и око 20—40 келија које се данас воде као руине, а углавном су смештене у области Великог Зига и Вигле, у околини Кареје и у области Халкидике.
У околини Кареје на присојним падинама са плодним земљиштем и шумама, временом је никло пуно келија које су настањивале мале скупине монаха. Најстарије међу њима помињу се већ у средњовековним документима Протата и појединих манастира, а доцније их — у већем броју — бележе турски порески „дефтери”. Први збирни преглед добара у том делу Свете горе везан је за одлуку Порте о одузимању манастирских имања и њихов откуп 1568/69. године. Братства су тада, након уплате одговарајуће суме, могла да прибаве „худудаме” — изводе из катастарских књига, оверене од цариградског кадије, који су им потврђивали поседе и бележили њихове границе. Већ 1570. године, са представницима других манастира, Хиландарци су добили акт који је — између осталог — сведочио да манастир у средишту Свете горе поседује 14 келија. Њихови називи нису појединачно наведени, али је „синорнама” означила заједничке међе земљишта на којем су биле размештене. Током времена, њихов број се увећавао, па је приликом продаје келија у Кареји 1661. године Хиландар откупио 24. У турском попису из 1765. године забележено је да му припада чак 28 келија. Оне се у приближном броју помињу и почетком ΧΧ века. К. Влахос 1903. године каже да Хиландар има у Кареји 24 келије, а нешто касније (1909) игуман Методије Миловановић у свом прегледу набраја 26, од којих у околини Кареје 23.
Прве вести о боравку српских монаха у средишту Свете горе везане су за живот испоснице коју је у непосредној близини Протата, одмах након оснивања Хиландара, подигао Свети Сава српски и посветио своме заштитнику истог имена, Светом Сави Освећеном. Келија је добила посебно место у устројству Свете горе и својеврсну независност која је, уз правила о начину живота, утврђена посебним типиком. Сам Свети Сава се старао да испосницу обезбеди имањима, па је и приликом последњег боравка у Кареји — у лето 1229. године — у жељи да засади виноград, за 300 перпера купио земљиште Манастира Светог Димитрија.
Хиландарске келије у Кареји су:
- Келија рођења Богородице (Фласка, некада утицајни манастир)
- Хиландарска келија Светог Андреје (од 1960. у поседу манастира Ксенофонт; у приземљу ове келије је била пошта)
- Келија Светих Арханђела
- Келија Светог Георгија
- Келија Светог Саве Освећеног (Типикарница)
- Хиландарски млин
- Келија-конак Свете Тројице (манастир Пантелејмон/Хиландар)
- Конак Светог Саве српског
- Келија-скит Светог Игњатија Антиохијског (манастир Пантелејмон/Хиландар)
- Келија Светог Томе (параклис)
- Келија Светог Николе (Врахниту)
- Келија Светог Димитрија

Важно је да се напомене да манастир Хиландар држи око ⅓ укупне земљишне површине Кареје са њеном околином. На хиландарској земљи у Кареји и околини се данас налази око 30 келија и око 55 мањих и већих објеката различитих намена. На хиландарској земљи се налазе извори воде који су једини за Кареју и околину и велике површине под шумама лоциране северно од Кареје.
Значајна је Хиландарска долина, названа због тога што се у њој налази око 20 келија, од којих 15 припада Хиландару; смештена је нешто северније од Скита Светог Андреје.
Нема, иначе, раних вести о изгледу и стању хиландарских келија у околини Кареје, једноставних и без утврда. Њихов скромни инвентар био је мање привлачан за гусаре, чији су упади повремено потресали живот монаха.
У настојању да се најстарија имања у овом крају препознају и пре него што им се положај једном картографски утврди, треба учинити покушај да се за њих вежу неке од келија које су већ познате.
Хиландарске келије Хиландарске долине су:
- Келија Преображења (Патерица)
- Келија рођења Пресвете Богородице (Маруда)
- Келија успења Пресвете Богородице (Моливоклисија)
- Келија Светог оца Николаја (Буразери)
- Келија-скит Светог Јована Богослова
- Келија Светих Арханђела (Савина)
- Келија-скит Светог Јована Златоустог
- Келија Светог Николе (Барбера)
- Келија Благовести (Евангелисму)
- Келија Светог Јована Крститеља
- Келија Светих Апостола (некада утицајни манастир Алипију)
- Келија Светог Димитрија (Тригонадон)
- Келија Свете Тројице (манастир Хиландар/Ивирон)
- Келија Света три јерарха
- још око 8—10 углавном неактивних и рушевних келија

Хиландарске келије Великог Зига и Велике Вигле су:
- Келија Светог Атанасија (Јованица)
- Келија-скит Свете Тројице (Спасове воде)
- Келија на Малој Јованици
- Келија Светог Саве и Светог Симеона
- Келија Светог Филипа
- Келија Светог Стефана (на Самарији)
- Келија — турска полиција Папа Конаки (напуштена)
- Келија-скит Светог Василија (Хрусија)
- Арсана Светог Василија
- Арсана Велика Јованица
- још око 5 неактивних келија

### Метоси
Први који је Хиландару подарио села по осталим областима тадашње Рашке је Симеон, и то 1198. године. Од тада су сви владари Немањића и даривали метохе, тако да је у 14. веку постојало преко 30 метохија са 360 села широм Европе и Азије а над којима је манастир Хиландар имао пуно властеоско право, уз тако знатне судске, административне и финансијске повластице да је готово била сачињена држава у држави.
Село Каково је богати метох манастирски, а у другој половини 19. века дошло је до несугласица између становника тог места и Хиландара. Водио се дугогодишњи судски спор, у вези коришћења манастирске земље и шуме, који је 1897. добио Хиландар. Каково са 1500 хектара шуме поклонио је 1585. године Хиландару један богати Турчин бег, у знак захвалности што је његова ханума (супруга) затруднела једући грожђе са манастирске чудотворне лозе. У Какову је црквица посвећена Живоносном Источнику. Тај метох се сада зове Мило Арсеница.

## Лоза Светог Симеона Мироточивог
Иза цркве и испод келије у којој се упокојио Симеон, налази се једна од највећих светиња Хиландара, бунар Светог Саве. Воду је пронашао Свети Сава, приликом градње. Поред бунара се налази и лоза која је по предању изникла на месту где је био сахрањен Свети Симеон (Стефан Немања).
Када се монах Симеон упокојио (13. фебруара 1200. године), био је сахрањен у наосу католикона, уз јужни зид. Године 1207, у пратњи групе хиландарских монаха, његов син Сава је пренео очеве „целе и нетакнуте” мошти у Србију и похранио их у манастир Студеницу. Из његовог гроба изникла је лоза која се одржала и до наших дана. Симеоновој лози се приписује чудотворна моћ. Од зрна грожђа са манастирске лозе, које су узеле да поједу, многе жене дотад нероткиње су родиле децу.

## Старешине манастира
- Михаило Матић, старешина манастира (1938—1967)
- Никанор Савић, старешина манастира (1967—1990)
- Пајсије Танасијевић, старешина манастира                                                            (1990—1992)
- Мојсије Жарковић, старешина манастира                                                          (1992—2010)
- Методије Марковић, старешина манастира                                                         (2010—данас)

## Архитектура
Манастирски комплекс, који отприлике има облик квадрата са троуглом на врху, ограђен је одбрамбеним зидовима који су појачани пирговима (кулама) Светог Саве и Светог Георгија, уз које су подигнути вишеспратни конаци, капеле, параклиси, болница и други објекти. Бедеми су високи преко 30 m и у доњем делу (сем капије) немају никаквих отвора. Станови су сви на трећем или четвртом спрату. У келијама на четвртом спрату спољашњи зидови имају преко 1,5 m ширине. Куле су још тврђе и имају војнички изглед. Отвори су им доста мали и узани, врата ниска и тешка. Грађевине су зидане у византијском стилу (Српско-византијска школа), од тесаног камена са наизменичним редовима опеке, док су подови и балкони изграђени од дрвета. Конаци су одувек зидани изнутра уз одбрамбене зидове и до 19. века имали су отворе углавном према порти. Поред главне, у манастиру се налази још 12 мањих цркава, као и капела са живописима из разних времена, са иконостасима из доба различитих уметничких школа, са иконама, утварима и другим реликвијама. Изван манастира, у зидинама у његовој непосредној близини, налазе се гробљанска Црква Благовештења са костурницом и параклис Светог Трифуна из 1719. године.
Главну манастирску цркву, Цркву Ваведења Богородице, саградио је краљ Милутин почетком 14. века — на темељима првобитне цркве. Она представља потпуно нови тип византијске архитектуре, и то константинопољске школе са нешто елемената солунске и атонске неимарске вештине. За Свету гору нова грађевина је донела извесна нова, иако не оригинална решења у нартексу. Напуштени су додаци уз цркву као егзонартекс, побочне капеле и предњи портик. Добио се велик и добро осветљен простор у цркви, који раније светогорске грађевине нису имале. Овај нови тип архитектуре одржао се на Светој гори до данашњих дана. Орнаменти у мрамору око врата и прозора нису изненађујући, већ складни и солидни. Под цркве који је украшен мозаиком изузетне лепоте је пажљиво и добро сложен. На цркви су очувани фрагменти првобитне пластике. У време кнеза Лазара, око 1380. године, уз цркву је саграђена припрата. Када је била готова, Лазарева припрата се савршено уклопила у целину главне цркве; окићеност орнаментима давала јој је печат времена и земље у којој је поникла.

## Уметност
Уметност Хиландара је пре свега оличена у живопису, како у главној цркви тако и у осталим објектима, али и у великом броју уметничких дела која се налазе у манастирској ризници и храмовима. Хиландарска ризница је једна од ретких у свету која се може похвалити многобројним јединственим, уникатним благом које се сливало у овај манастир из целог света.
У хиландарским ризницама и архивама чува се око 3.500 икона, од којих је отприлике 1.500 средњовековних — међу којима и осам чудотворних; спадају у највредније примерке византијске уметности поштоване од већине хришћанског света. Ту је и 507 рукописних повеља средњовековних владара, 1.041 рукописна књига са укупно 312.000 страна, свици, 80 старих књига штампаних од XV до XVII века, те 40.000 књига из раздобља од XVII века до данас.

### Живопис
Саборна црква, трпезарија, трем трпезарије, сви параклиси и улаз имају изнутра (а понегде и споља) — фреске (живопис). Најстарији живопис је из 13. века и налази се унутар и споља пирга и параклиса Светог Георгија. Живопис Саборне цркве је из 1321. године (а пресликан је 1804. године па делимично у јужној певници очишћен од овог пресликавања седамдесетих година 20. века). Фреске на тавану трпезарије на северном зиду су настале после 1321. године, а у Цркви Св. Арханђела половином 14. века. Највећи део сачуваног живописа у параклисима настао је у XVII и 18. веку. У параклисима који су горели живопис је тешко оштећен. Трпезарију је 1621. године поново осликао Георгије Митрофановић (1550—1630), монах у Хиландару и најугледнији српски сликар тога времена. У XVIII и 19. веку осликан је већи број капела. Изван манастирског комплекса сачуван је живопис из XIII века у пиргу на „Спасовој води” и из 17. века.

### Иконопис
У ризници Хиландара сачувано је око 500 икона насталих од XII до 19. века. Антологијску вредност имају следеће иконе:
- Богородица Тројеручица, једна од највећих светиња и уједно најпознатија. По предању је настала у 8. веку.[39] Тада је исцелила Св. Јована Дамаскина.[39] Икона се налази у Саборној цркви.[7]
- Мозаичка Богородица Одигитрија, настала око 1200. године,[39] има велику уметничку и још већу историјску вредност. То је најстарија икона која се чува у ризници манастира.[4]
- Богородица Одигитрија, из треће четвртине 13. века, представља ремек-дело европског сликарства XIII века.[39]
- Христос Пантократор, из треће четвртине XIII века, пандан је претходној икони на иконостасу некадашње Цркве Ваведења Богородице.[39]
- Ваведење Богородице, из 1320. године, типична је икона из раздобља ренесансе Палеолога (1261—1453). Велике је уметничке вредности, са видљивим утицајем античких узора.[39]
- Свети Арханђел Гаврило, Свети јеванђелист Матеј, Свети јеванђелист Лука; све три из треће четвртине 14. века.[39]
- Из 17. века су иконе Св. Мина, Св. Виктор и Св. Викентије, Света Петка, Свети Сава и Свети Симеон српски и Свети кнез Лазар и Свети Георгије Нови.[39]
- Икона св. Димитрија, настала 1763. године, подсећа на византијске узоре.[39]

Поред појединачних икона у свим црквама, параклисима и капелама, у комплексу манастира као и ван самог комплекса, налази се већи број иконостаса насталих у XVII, XVIII и 19. веку.
У обнови манастира после пожара из 2004. године, рестауриран је један део икона.

### Књижевност
У 13. веку у Светој гори је јачало духовно и књижевно интересовање. Доментијан је 1264. године у Хиландару, живећи у пиргу Св. Саве, написао Житије Св. Симеона, а граматик Теодор је преписао Шестоднев из времена Св. Симеона. У Хиландару тог времена су се налазила најбоља списа византијске црквене књижевности и оно највредније што се до тада написало у словенској књижевности. У самом манастиру је сачувано мало рукописа из 13. века.
Данас је сачуван значајан број рукописа из 14. века, а посебно из његове прве половине. Карејски монах Теодул је 1336. године преписао Теодосијево Житије Св. Саве, а данас се у ризници манастира може наћи шеснаест јеванђеља из XIV века, затим велика збирка еванђеља, апостола, синаксара, минеја, триода и песама блажених. У другој половини XIV века јавља се летописачка књижевност и хронике. Опширна византијска хроника Георгија монаха, званог Хамартол, преписивана је у то време на више страна. Из осамдесетих година XIV века потичу три преписа, од којих је најстарији рађен 1382. године у Хиландару. Најзначајнији рукописи у ризници манастира су Јеванђеље патријарха Саве из треће четвртине XIV века, Романово јевађеље из 1337. године, Изборно Јеванђеље војводе Николе Стањевића, Беседа Јована Златоустог исписана у Смедереву средином 15. века, Апостол игумана Виктора из 1660. године итд. Међу ретким штампаним књигама налази се неколико примерака из цетињске штампарије из доба Ђурђа Црнојевића: три Октоиха првогласника из 1494. године и три Псалтира са последовањем из 1495. године, док из венецијанске штампарије Божидара Вуковића и његовог сина Вићенца ризница поседује око 30-ак различитих издања.
У преписивачкој уметности, најзначајнија остварења су проксомидије, од којих најстарија датира из 16. века. Бугарски монах Пајсије је 1762. године у Хиландару написао чувену Историју славјано-болгарску.
После притужби посетилаца манастира, међу којима је било и важних државника, да је библиотека у расулу, Савет стараца у Хиландару је некоме морао да повери посао сређивања рукописа. Једини калуђер који је имао знања да то уради био је чешки монах Сава. Упркос противљењима неких калуђера, Сава је постао манастирски библиотекар. Одмах је прионуо на посао; набавио је инструменте за подвезивање књига, а потом сва дела у библиотеци подвезао и урадио каталоге односно пописао све хиландарске књиге, а када је све ово завршио опет је са тешком муком добио дозволу да среди и манастирски архив.
У Хиландару је настала најстарија српска библиотека, двојезичка — словенска и грчка. У њој се, уз бројне рукописе на старосрпском и грчком језику, чувају и писани на пергаменту и хартији — укупно 367 повеља, од којих 172 повеље византијских царева, 154 повеље српских владара, неколико повеља руских царева и молдавских кнежева, око 150 примерака првоштампане српске књиге, турска документа и исправе, велики број драгоцених архивских докумената, те бакрорезне и дрворезне плоче са којих су отискиване графике у бакрорезу и дрворезу у XVIII и 19. веку. Колекција старих рукописних књига наставила је да се допуњава и у 21. веку.

### Ризница
Хиландарска ризница је једна од ретких у свету која се може похвалити многобројним јединственим, уникатним благом које се сливало у Хиландар из целог света. Благо представља духовност, која даје смисао вредности свих материјалних предмета који су у Хиландару. Сваки материјални предмет има тачно одређено значење и своју улогу у духовном свету. Многи предмети су и даље богослужбени и за монахе имају искључиво духовну вредност.
Најзначајнији предмети који се чувају у ризници су:
- Дуборезни диптих монахиње Јефимије, који је посвећен њеном рано преминулом сину Угљеши Деспотовићу[7]
- Везена завеса за иконостас деспотице Јелене, у монаштву Јефимије (око 1400. године)[7]
- Завеса руског цара Ивана IV Грозног, са извезеним ликовима Христа, руских светаца, али и Св. Симеона и Св. Саве[7]
- Два барјака крсташа троугаоног облика, које је цар Стефан Душан даровао манастиру током свог боравка 1347. и 1348. године.[42]
- Чаша од слоноваче која је припадала цару Стефану Душану.[43]

## Монашки живот
Свакодневни живот монаха у Хиландару и данас се одвија по типику који је саставио Свети Сава. Богослужбени дан почиње у поподневним часовима. Прво се служи вечерња служба а након тога следи заједничка вечера. Након тога следи повечерје током којег се износе на поклоњење и целивање часни крст и свете мошти. После поноћи почиње полуноћница и на крају света литургија. Након литургије следи ручак где монаси обедују заједно (као и на вечери) са гостима манастира. У манастиру се, дакле, обедује два пута. Током осталог времена, уз кратке часове сна и одмора, монаси се баве пословима који су им додељени. То је брига о манастирском имању на различитим пољима, а занимања су економ, црквењак, ризничар, портар, гостопримац, трпезарац итд.
Манастири се одвајкада издржавају радом, па тако и Хиландар. Плету се бројанице, сликају иконе, обрађују њиве, гаје воћњаци, виногради и пчеле, прави восак и зимница. Манастир има 8.500 ha земље, понајвише под шумом. Нити један други манастир на Светој Гори нема толико плодне обрадиве површине. Ову земљу куповали су српски владари, као и многи други Срби чија имена нису ни записивана. На обрадивим површинама се гаји винова лоза, маслине, воће и поврће. Године 2008, младо монашко братство је обновило виноград на чувеном Савином пољу. Своје умеће преноси са поколења на поколење, али и усавршава уз помоћ стручњака са Пољопривредног факултета у Београду. На 15 ha су засађене најквалитетније сорте грожђа, од којег се добија вино врхунског квалитета. На манастирском имању подигнуто је и 350 нових стабала шљива, око 400 садница лешника, 2.000 нових садница маслина уз оне старе које рађају годинама. Међу овим старим садницама је и она коју је засадио цар Душан у XIV веку.